# Egesheim
Egesheim es un municipio alemán de unos 665 habitantes perteneciente al distrito de Tuttlingen, en el estado federado de Baden-Wurtemberg. Está ubicado en la meseta del Heuberg a una altura entre 700 y 930 m s. n. m. El Bära Inferior, un afluente del Danubio, atraviesa la localidad.